# Peter Hammill

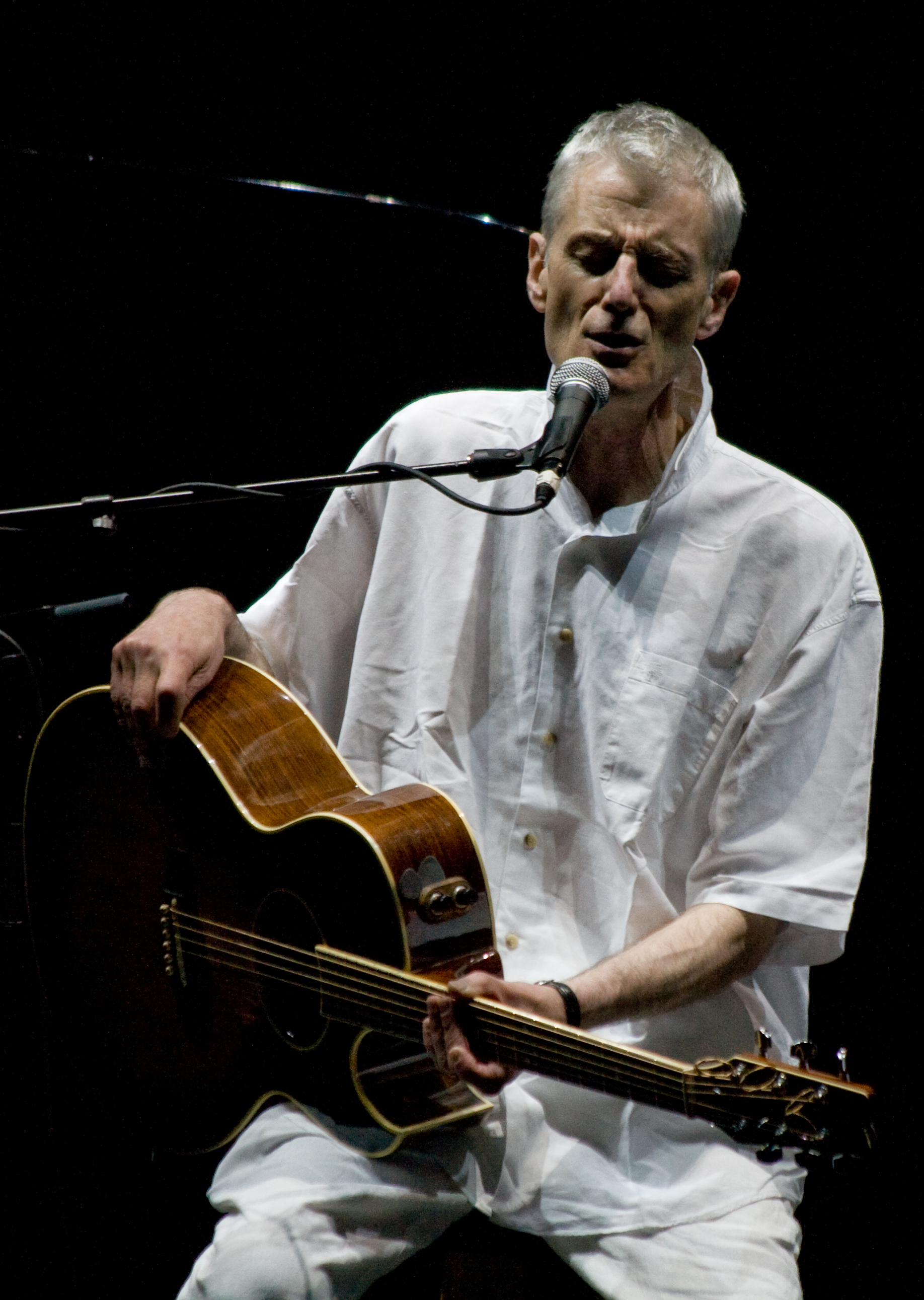
Peter Hammill, 2008

Peter Joseph Andrew Hammill (* 5. November 1948 in Ealing, Middlesex) ist ein britischer Komponist, Songwriter und Musiker (Gesang, Gitarre, Keyboards).

## Leben
Peter Hammill wurde im Alter von acht Jahren von seinen katholischen Eltern an eine Jesuiten-Schule geschickt, an der er begann, sich für Dichtkunst und später auch für Musik zu interessieren. Nach dem Schulabschluss arbeitete er ein halbes Jahr als Programmierer für IBM und belegte 1967 an der University of Manchester den neu eingeführten Kurs „Liberal Studies in Science“. Dort traf er auf Chris Judge Smith, mit dem er noch im selben Jahr die Progressive-Rock-Band Van der Graaf Generator gründete.
Neben seiner Beteiligung bei Van der Graaf Generator begann Hammill 1971 eine bis heute andauernde, äußerst produktive Solo-Karriere, unter anderem mit Unterstützung diverser VdGG-Musiker.
Im Verlauf seines musikalischen Schaffens experimentierte er mit unterschiedlichen Stilen und Ausdrucksmitteln, die weit über die Rockmusik hinausgehen.
So nahm seine 1975 erschienene LP „Nadir’s Big Chance“ die Punk-Ästhetik vorweg und wird von Sex-Pistols-Gründer Johnny Rotten als Inspiration genannt.
Peter Hammill beteiligte sich 1993 mit dem Lied Oasis an dem von Peter Gabriel initiierten Kompilations-Album Plus from Us, bei dem sich einige an dem Gabriel-Album Us von 1992 beteiligte Musiker mit eigenen Arbeiten vorstellen konnten.
Mit der IB Expo in Halmstad im Jahr 2017 begann eine Zusammenarbeit mit der schwedischen Progressive-Rock-Band Isildurs Bane, die 2019 in der Veröffentlichung des gemeinsamen Albums In Amazonia mündete. Eine tragende Rolle spielen auf dem Album auch als Gastmusiker Tim Bowness, der mit Steven Wilson in der Band No-Man auftritt, und die Koto-Spielerin Karin Nakagawa.
Im Dezember 2003 erlitt Hammill einen Herzinfarkt, nur 48 Stunden nachdem er die Aufnahmen zum Album Incoherence abgeschlossen hatte. Im Mai 2022 musste er sich während der Van der Graaf Generator Tournee in Fürth einer Notoperation unterziehen, worauf die weitere Tournee abgesagt wurde. Hammill bestätigte später im August, dass es eine knappe Sache war, er aber keine Spätfolgen zurückbehalten habe.

## Texte
Peter Hammills Texten kann literarische Qualität zugesprochen werden. In der Frühzeit seines Schaffens, bis Mitte der 1970er Jahre, beherrschten oft düster-existenzialistische Themen die Songs, beispielhaft etwa in „A Plague of Lighthouse Keepers“ von „Pawn Hearts“ (Van der Graaf Generator, 1971) oder in „The Comet, The Course, The Tail“ von „In Camera“ (1974). In psychoanalytischer Manier erforschte Peter Hammill die dunklen Seiten der menschlichen Seele wie Angst, Einsamkeit, Obsession, Wahnsinn, gar Destruktions- und Todestrieb.
Ende der 1970er Jahre wurden seine Alben persönlicher („Over“, 1977) und zeigten einen Peter Hammill, der sich mit den alltäglichen Problemen der menschlichen Existenz auseinandersetzt: Beziehungen, Sexualität, Trennungen, und immer wieder das Vergehen der (Lebens-)Zeit.
In einem Interview des „Bristol Recorder“ vom September 1980 wurde Peter Hammill auf die Klischees angesprochen, die ihm damals von Teilen der Musikpresse angehängt wurden, wie „Dr. Doom“ oder „angst-zone“. Er schreibe über ernsthafte Themen, die jeden berührten, ob man es sich eingestehe oder nicht, so seine Antwort. Dabei benutze er für die Charaktere seiner Songs eigene Empfindungen, aber auch imaginierte oder fragmentierte Teile seines Selbst. Peter Hammill fügte hinzu, es handele sich um Liedtexte. In seinem Privatleben sei er die meiste Zeit ein ziemlich glücklicher Mensch.
Seit dem Album „The Future Now“ (1978) sind es auch in differenzierter Weise aufbereitete ökologische, soziale und politische Themen, die Peter Hammill umsetzt, ebenso wie das Leben auf Tourneen oder das Musikbusiness und seine Schattenseiten.
Peter Hammill bewies in seiner mittlerweile fast 50-jährigen Künstlerkarriere profunde Kenntnisse zeitgenössischer Entwicklungen auf verschiedenen Gebieten der Wissenschaft, insbesondere der Neuro-Biologie, der Psychologie und der Philosophie. Er ließ sich ebenso von der Gaia-Hypothese („Gaia“ auf „Fireships“, 1992) inspirieren wie vom Zen-Buddhismus („A Better Time“ auf „X my Heart“, 1996).
Auf dem Album „Incoherence“ (2004) widmete er sich in philosophischer Weise der Kommunikation mittels Sprache, ihren Möglichkeiten und Unzulänglichkeiten. Es ist in Teilen vom „double-speak“ in Tony Blairs Irak-Reden aus 2003 inspiriert.
Peter Hammill veröffentlichte zwei Bücher mit Liedtexten, Gedichten und Kurzgeschichten: „Killers, Angels, Refugees“ (1974) und „Mirrors, Dreams and Miracles“ (1982).

## Diskografie

### Studioalben
- 1971 – Fool’s Mate
- 1973 – Chameleon in the Shadow of the Night
- 1974 – The Silent Corner and the Empty Stage
- 1974 – In Camera
- 1975 – Nadir’s Big Chance
- 1977 – Over
- 1978 – The Future Now
- 1979 – PH7
- 1980 – A Black Box
- 1981 – Sitting Targets
- 1982 – Enter K (mit K Group)
- 1983 – Patience (mit K Group)
- 1983 – Loop and Reels: Analogue Experiments 1980–1983
- 1986 – Skin
- 1986 – And Close as This
- 1988 – In a Foreign Town
- 1988 – Spur of the Moment (mit Guy Evans)
- 1990 – Out of Water
- 1991 – The Fall of the House of Usher - An Opera by Peter Hammill, Libretto Chris Judge Smith
- 1992 – Fireships
- 1993 – The Noise
- 1993 – Offensichtlich Goldfisch (deutsche Versionen bereits veröffentlichter Lieder, übersetzt von H.R. Kunze)
- 1994 – Roaring Forties
- 1996 – X my Heart
- 1996 – Sonix: Hybrid Experiments 1994–1996
- 1997 – Everyone you Hold
- 1998 – This
- 1999 – The Fall of the House of Usher (Deconstructed & Rebuilt)
- 1999 – The Appointed Hour (mit Roger Eno)
- 2000 – None of the Above
- 2001 – What, Now?
- 2001 – Unsung
- 2002 – Clutch
- 2004 – Incoherence
- 2006 – Singularity
- 2009 – Thin Air
- 2012 – Consequences
- 2014 – Other World (mit Gary Lucas)
- 2014 – ...all that might have been...
- 2017 – From The Trees
- 2019 – In Amazonia (mit Isildurs Bane)
- 2020 – We Persuade Ourselves We Are Inmortal (mit  Amorphous Androgynous)
- 2021 – In Translation
- 2021 – In Disequilibrium (mit Isildurs Bane)
- 2023 – In A Foreign Town / Out of Water 2023 (Neueinspielung der Studioalben von 1988 und 1990)

### DVD
- 1992 - In the Passionskirche – Berlin MCMXCII, VHS, 104. Min. (DVD 2002), Regie: Stephan Guntli

### Livealben
- 1985 – The Margin (Liveaufnahmen von 1983, mit K Group)
- 1990 – Roomtemperaturelive (mit Stuart Gordon und Nic Potter)
- 1993 – There Goes the Daylight (live)
- 1995 – The Peel Sessions (BBC-Aufnahmen 1974–1988)
- 1997 – The Union Chapel Concert (mit Guy Evans und Gästen)
- 1999 – Typical (Liveaufnahmen von 1992)
- 2001 – The Margin + (The Margin mit Bonus-CD)
- 2006 – Veracious (live, mit Stuart Gordon)
- 2011 – PNO GTR VOX (Live Performances)
- 2011 – PNO GTR VOX BOX - Eighty-Four Live Performances
- 2016 – Live at Rockpalast (Peter Hammill & The K Group in der Hamburger Markthalle aus dem Jahr 1981)
- 2018 – X/Ten (Live Recordings)
- 2019 – Not Yet Not Now (8 CD Box Set)

### Kompilationen
- 1978 – Vision
- 1984 – The Love Songs
- 1986 - The Essential Collection - 12 Classic Tracks
- 1993 – The Calm (After the Storm)
- 1993 – The Storm (Before the Calm)
- 1996 – After the Show
- 1997 – Past Go: Collected
- 2002 – The Thin Man Sings Ballads

### Als Bandmitglied
siehe Diskografie Van der Graaf Generator

### Kollaborationen
- 1979 – Exposure (Album von Robert Fripp)
- 1987 – A Song to Fallen Blossoms (Titel von Ayuo Takahashi)
- 1989 – Il sole nella pioggia (Album von Alice)
- 1998 – Exiles (Album von David Cross)
- 2002 – Live in Japan 2002 (Album von Premiata Forneria Marconi (PFM))
- 2011 – Warm Winter (Album von Memories of Machines)
- 2017 – Celebrating Life (Album von Notopia)